# 429 f.Kr.

## Händelser

### Efter plats

#### Grekland
- Atenarna under Xenofon marscherar in i Thrakien för att anfalla Chalkis. De förstör gröda utanför Spartolos och börjar förhandla med proatenska grupper i Chalkis, men de antiatenska grupperna ber om hjälp från Olynthos. En armé från Chalkis, Spartolos och Olynthos möter atenarna i slaget vid Spartolos, men deras hopliter besegras. Förstärkningar anländer snart från Olynthos och de inleder ett andra anfall på atenarna, som blir starkt decimerade, då alla deras generaler och 430 andra mannar dödas.
- Den atenske generalen Formio upplever två segrar till sjöss vid Naupaktos och vid Chalcis vid Korinthiska golfens mynning. I det första slaget besegrar hans 20 fartyg de 47 korinthiska fartygen under Machaons, Isokrates och Agatharchidas befäl, som var på väg som förstärkning åt den spartanske generalen Knemos fälttåg i Akarnanien. I det andra slaget krossar Formio Knemos 77 fartyg starka flotta.
- Atenarna förstör, i allians med Polychna, den kretensiska staden Kydonia.[1]
- Den makedonske kungen Perdikkas II förråder än en gång atenarna och skickar 1000 man för att stödja ett spartanskt anfall mot Akarnanien, men de kommer för sent för att vara till någon hjälp. Som svar på detta invaderar kung Sitalkes av Thrakien Makedonien med en stor armé, där även fria thrakiska stammar (såsom dierna) och paioniska stammar (agrianerna och laiaianerna) ingår. Hans framfart stoppas dock, när det från Aten utlovade stödet inte kommer, så Perdikkas använder än en gång diplomati, för att försäkra sig om Makedoniens överlevnad. Han lovar bort sin syster till giftermål med Sitalkes brorson, som då övertalar Sitalkes att lämna Makedonien.
- Pesten i Aten, som dödar tusentals av stadens invånare, kräver även Perikles liv. Kleon, som har lett oppositionen mot Perikles styre, tar makten i staden efter dennes död.

## Födda
- Ateas, kung av Skytien (död 339 f.Kr.)

## Avlidna
- September – Perikles, atensk statsman (född 495 f.Kr.)